# Eric Chavez (Baseballspieler)
Eric Cesar Chavez (* 7. Dezember 1977 in Los Angeles, Kalifornien) ist ein ehemaliger US-amerikanischer Baseballspieler in der Major League Baseball (MLB) auf der Position des Third Basemans. Sein letzter Verein waren die Arizona Diamondbacks. Von 2001 bis 2006 gewann er sechsmal in Folge den Gold Glove als bester Defensivspieler auf seiner Position. Zusätzlich wurde er 2002 als Silver Slugger (bester Offensivspieler) ausgezeichnet. Anfang November 2010 gaben die Oakland Athletics bekannt, dass sie eine Option zur Vertragsverlängerung nicht wahrnehmen werden. Damit endete die 13 Jahre dauernde Karriere Chavez’ bei den Athletics. Nur Rickey Henderson war länger bei diesem Club, nämlich 14 Jahre. Daraufhin wechselte er 2011 zu den New York Yankees, wo er zwei Jahre spielte und 2013 zu den Arizona Diamondbacks ging. Am 8. Juni 2014 beendete er nach 16 Jahren in der MLB seine Karriere.
Chavez gab sein Debüt in der Endphase der Saison 1998. Er wurde ein wichtiger Teil der neu aufgebauten Mannschaft in Oakland, die von 2000 bis 2003 jedes Jahr die Play-Offs erreichte. Während die übrigen Spitzenspieler nach der Saison 2004 die A’s verließen, blieb Chavez und schloss einen Sechs-Jahres-Vertrag über 66 Millionen Dollar ab. Bis zur Saison 2007 kam er fast jede Saison auf etwa 150 Einsätze, doch haben ihn Probleme mit der Schulter seitdem zu mehreren Operationen und Verletzungspausen gezwungen. Im Jahr 2008 kam Chavez nur noch auf 23 Spiele, 2009 gar nur auf 9. In seinem letzten Jahr bei den Athletics erlitt er Ende Mai eine Verletzung, die seine Saison nach nur 33 Spielen beendete.